# Rudnjanskij rajon (Oblast' di Smolensk)
Il Rudnjanskij rajon (in russo Руднянский район?) è un rajon dell'Oblast' di Smolensk, nella Russia europea, il cui capoluogo è Rudnja. Istituito nel 1929, ricopre una superficie di 2.111 chilometri quadrati e nel 2010 ospitava una popolazione di circa 24.400 abitanti.